# Куба, Зденек
Зденек Куба (чеш. Zdeněk Kuba; род. 4 марта 1948, Бржецлав) — чехословацкий гребец, выступавший за сборную Чехословакии по академической гребле в конце 1960-х — начале 1970-х годов. Победитель и призёр первенств национального значения, участник двух летних Олимпийских игр.

## Биография
Зденек Куба родился 4 марта 1948 года в городе Бржецлав, Чехословакия.
Занимался греблей в местной секции под руководством известного чехословацкого гребца Вацлава Павковича, бронзового призёра Олимпиады 1960 года в Риме.
Впервые заявил о себе в академической гребле на международном уровне в сезоне 1968 года, когда вошёл в состав чехословацкой национальной сборной и благодаря череде удачных выступлений удостоился права защищать честь страны на летних Олимпийских играх в Мехико. В составе экипажа-восьмёрки, куда также вошли гребцы Владимир Янош, Карел Колеса, Олдржих Свояновский, Павел Свояновский, Ян Валлиш, Отакар Маречек, Петр Чермак и рулевой Иржи Птак, благополучно дошёл до главного финала и в решающем заезде финишировал пятым.
После Олимпиады в Мехико Куба остался действующим спортсменом и продолжил принимать участие в крупнейших международных регатах. Так, в 1971 году он стартовал в восьмёрках на чемпионате Европы в Копенгагене — сумел квалифицироваться лишь в утешительный финал В и расположился в итоговом протоколе соревнований на седьмой строке.
В 1972 году стартовал в восьмёрках на Олимпийских играх в Мюнхене — на сей раз отобрался в утешительный финал В и занял итоговое десятое место, при этом его партнёрами были гребцы Ладислав Лоренц, Зденек Зика, Павел Конвичка, Ладислав Гейтум, Милан Сухопар, Мирослав Враштил, Олдржих Крутак и рулевой Иржи Птак.